# Амбер Лин
Амбер Лин (енгл. Amber Lynn), рођена као Лаура Ален (енгл. Laura Allen; Оринџ (Калифорнија), 3. септембар 1964) америчка је порнографска глумица, стриптизета и модел која је уживала велику популарност 1980-их. Родила се у породици ваздухопловног официра, а детињство су јој обележили разводи, удеси и породичне трагедије. Када је одрасла, почела се бавити манекенством. Године 1984. ушла је у свет индустрије за одрасле уз помоћ пријатељице Џинџер Лин. Иако је брзо стекла велику популарност, почела је да конзумира дроге и стекла зависност од које се није решила следеће две деценије. Недуго потом је у свет порно-филма ушао и њен брат Бак Адамс; продуцентима су своје сродство признали тек када су их настојали ангажовати да наступе заједно.
Лин је дуго времена била у љубавној вези са порно глумцем Џејми Гилисом.

## Награде
- 1987 XRCO Award – Најбоља споредна глумица – Taboo 5[2]
- 1993 Hot d'Or – Lifetime Achievement награда
- 1996 XRCO Hall of Fame inductee[3]
- 2001 AVN Hall of Fame inductee[4]
- 2007 Adam Film World Guild – Lifetime Achievement награда[5]